# Mario Pasquale Costa
Mario Pasquale Costa (Tàrent, 24 de juliol de 1858 - Monte Carlo, 27 de setembre de 1933), fou un compositor, tenor i pianista italià, autor de cançons i d'opereta.
Se li deuen nombroses cançons napolitanes que descollen pel seu caràcter típic, elegància de melodies i originalitat, entre elles Caroli i A'ritirata. Va posar música a la majoria de les composicions de Salvatore di Giacomo, Salvatore Di Giacomo, entre els quals es compten L'ammore, Serenata medioevale, Oilé-Oila, La luna nova, i Napolitanata, aquesta última li valgué ser admès a la taula d'Alfons XII d'Espanya durant un viatge que va fer a Espanya, i nomenat Comanador de l'Orde d'Isabel la Catòlica.
Se li deuen, a més, les partitures de les pantomimes Storia de un Pierrot, Le Model revé i Le voyage de noces, i del ball La dame di spade.